# Sagelva
Sagelva er en elv i Sørfold kommune i Nordland fylke i Norge. Den er nedre del af et vandløb, som afvander Rørstaddalen, i landmassivet mellem Sagfjorden og fjorden Sørfolda. Elven udmunder på sydsiden af Sagfjorden. Vandløbet har store naturfaglige værdier, blandt andet på grunn af fauna, friluftsliv og rendrift. I området er næsten ikke foretaget tekniske indgreb, og tilgang til området er vanskelig uden båd. I Sagelva har sandsynligvis Nordnorges første vandsav været i drift i omkring hundrede år fra 1607. Denne blev etableret af præsten på Rørstad.

## Geografi
Den årlige nedbørsmængde er omkring 1.200 mm, men fordi vandløbet ligger beskyttet i forhold til fremherskende vindretninger er variationen stor.
Sagelva afvander et stort glacialt udformet bassin, som skærer sig ind i landmassivet mellem Sagfjorden og Sørfolda. Den strømmer mellem tre søer og skifter navn mellem disse. Den øverste vandstrøm hedder Øvervatnet, og elven hedder her Øvervasselva. Denne løber ud i Mellomvatnet (18 moh). Mellem Øvervatnet og Mellomvatnet er der et fladt moselandskab, hvor elven meandrerer. Dette område kaldes Rørstaddalen, og her er det en del fyrreskov. Mellomvatnet og Nervatnet hænger sammen og har en højde af 18 moh. Kanalen, som forbinder dem, kaldes Trøngsel. De to vandstrømme har fællesnavnet Sagvatnan. Samlet overflade for disse er 1,2 km². Foruden de tre søer er der et mindre grunt mosetjern som hedder Tjønna. Selve Salgelva går kun fra Nervatnet til fjorden, med en længde på 300 meter.
Den højeste top i området er Rundtinden beliggende i den sydlige del af afvandingsområdet for vandløbet, med en høje på 977 moh. Bjerggrunnen består hovedsagelig af sure granitter, stedvis med glimmerskifer/glimmergnejs. Der er kun få sedimenter i området, fortrinsvis en del grovere nedskredsmateriale i de nedre dele af fjeldsiderne. Moseområder og subalpin birkeskov med indslag af fyrreskov på tørre jorder dominerer vegetationen.
Sedimentdækket er generelt tyndt, men kan stedvis være af noget større mægtighed. I et af vandene er der dannet et mindre floddelta. Ved udmundingen i fjorden sker en mindre aflejring af sedimenter.

## Flora og fauna
Sagelva er praktisk talt uberørt af tekniske indgreb. Den er repræsentativ for Nordlands maritime birke- og fyrreskovsregioner.
Vegetationen i vandløbet er almindelig for området og består hovedsagelig af store moseområder og subalpin birkeskov. Fyr vokser på tørrlendt mark. Ingen rikere vegetationstyper eller kulturpåvirkning av vegetationen er konstateret. Vandløbet er på grund af sin uberørthed et godt egnet referencevandløb. Typeværdien er middels stor, og med gennemsnitlig beskyttelsesværdi.
Afvandingsområdet har en gennemsnitlig rig forekomst af vandfuglearter. Området er lille, så der forekommer kun et enkelt eller nogle få par af hver art. Sangsvane er den mest interessante ynglefugl. Det er imidlertid uklart om denne art yngler fast. Den største koncentration af vandfugle findes ved Tjørna, hvor 8 vådområdearter er blevet registreret.
Vandkvaliteten er præget af lavt elektrolytindhold, forholdsvis lav pH og stor forekomst af humusstoffer fra mose- og nåleskovsområderne. Vandløbet er lavproduktivt. Faunaprøver indikerer artsfattige samfund bestående af arter med stor udbredelse. Vandløbet har en god bestand af sørøje og en del havørred. Begge arter går cirka 4 km op i elven. Nervatnet og Mellomvatnet har ud over anadrom fisk, tætte bestande af stationær ørred og røje.

## Historie og kulturminner
Området har ikke haft fast bosættelse, men Rørstaddalen bruges af rendriftssamer fra det nuværende Stájggo–Hábmer reinbeitedistrikt (rensdyrgrænsningsdistrikt). Brugen som vintergræsningsområde er dokumenteret i begyndelsen af 1900-tallet; det skal findes kåter eller rester efter dem i området, og den samiske brug kan gå langt tilbage i tid.
I Rørstad var det en vigtig gård i gammel tid. Fra 1598 til 1612 var det en præst med navn Maurids Madsen Rasch for Folden, som boede på præstegården. I Sagfjorden er der landområder, som tilhører gården Rørstad, blandt andet Rørstaddalen med fyrreskov. Her fik Rasch opsat en vandsav; denne blev opført i 1607 og vides at være i brug i 1614. Savvirksomheden ophørte imidlertid, da skoven var blevet forhugget, formodentlig allerede i 1600-tallet. Dette skal være den første vanddrevne sav i Nordnorge. Savværket kan sandsynligvis have været placeret i udløbet af Sagelva. Her findes spor efter en dæmning, som bekræfter tilstedeværelsen af en vandsav.
En skovbrand i juli 1927 ødelagde 300.000 kvadratmeter fyrreskov.
Området har kulturminder af lokal betydning.

## Brug af vandløbet
De centrale dele af halvøen mellem Vinkfjorden og Sørfold er kerneområde for rendriften i Stájggo–Hábmer reinbeitedistrikt, som omfatter områder i Sørfold, Steigen, Hamarøy og Tysfjord. Området har fine vårgræsningsområder og det bliver brugt under kalving. Feltet bliver i perioder også brugt som vintergræsningsområde. For rendrift er området vurderet til at være af meget stor værdi.
For friluftsinteresser har området stor værdi, mens det på den anden side har ringe betydning for alle typer af landbrug.